# Yamazoe
Yamazoe (山添村?) è un villaggio giapponese della prefettura di Nara.